# CapitaLand
CapitaLand Limited es una empresa multinacional singapurense de gestión de inversiones alternativas que se centra en bienes inmuebles, infraestructuras y capital-inversión. Con sede en Singapur y cotizada en la Bolsa de Singapur, es una de las empresas inmobiliarias más grandes de Asia y posee una cartera global que incluye desarrollos integrados, centros comerciales, residencias, oficinas, viviendas, real estate investment trusts (REITs) y fondos de inversión.
Con presencia en más de doscientas ciudades de más de treinta países, la empresa tiene sus mercados principales en Singapur y China, mientras que continúa expandiéndose en mercados como la India, Vietnam, Australia, Europa y los Estados Unidos. La empresa tiene también uno de los mayores negocios de gestión de inversiones del mundo, y un conjunto de siete real estate investment trusts (REITs) y trusts cotizados, así como más de veinte fondos de inversión privados. Desde que en 2002 lanzó el primer REIT de Singapur, el CapitaLand Mall Trust, los REITs y trusts de CapitaLand se han expandido y actualmente incluyen el Ascendas Real Estate Investment Trust, el CapitaLand Commercial Trust, el Ascott Residence Trust, el CapitaLand Retail China Trust, el Ascendas India Trust y el CapitaLand Malaysia Mall Trust.

## Historia

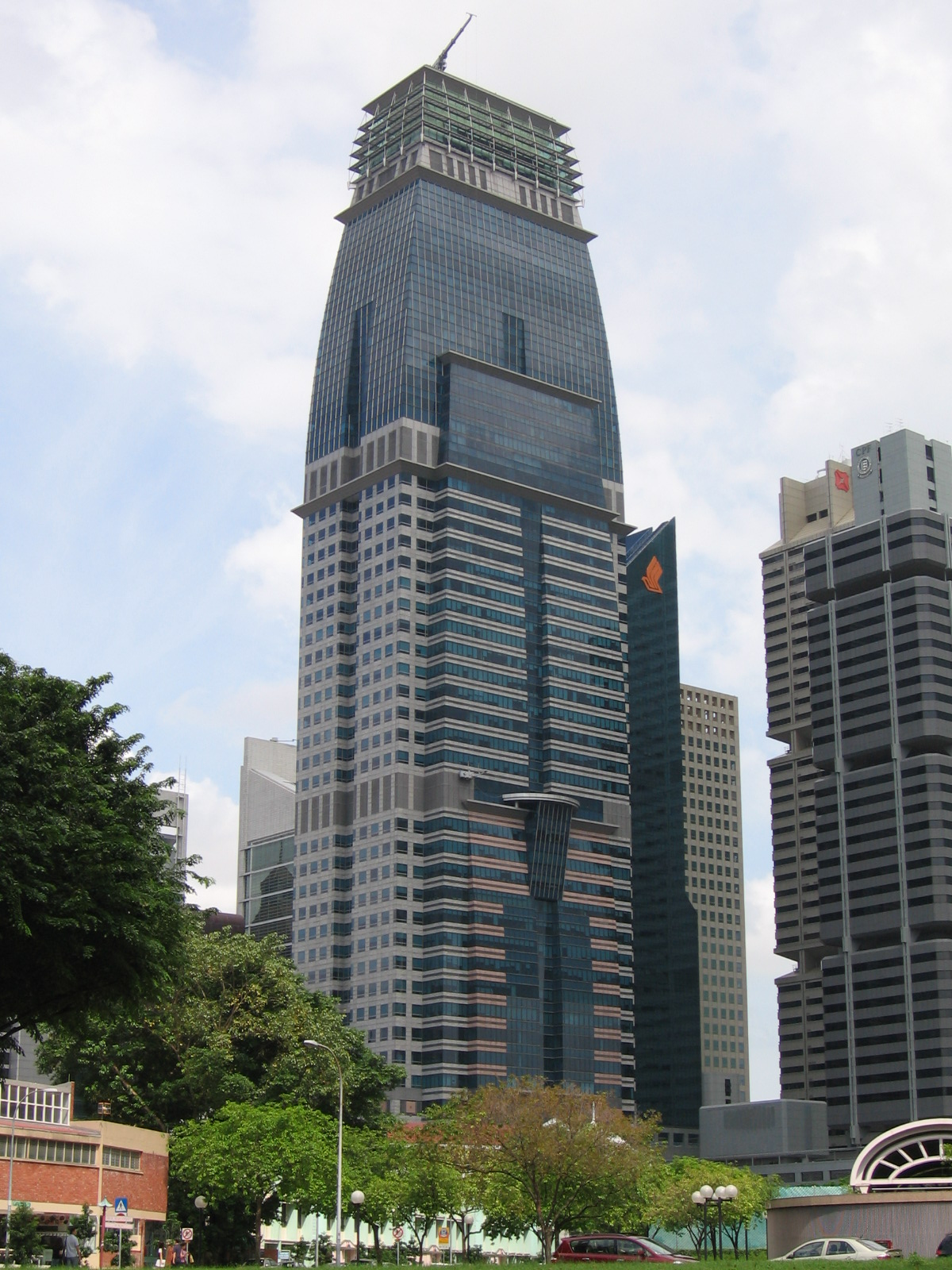
Capital Tower, sede corporativa de CapitaLand.

El 12 de julio de 2000, DBS Land (DBSL) y Pidemco Land anunciaron su fusión, que formaría una empresa que sería propietaria de unos 18 000 millones de dólares en activos, que la harían la mayor empresa inmobiliaria cotizada del Sudeste Asiático. Aunque esta decisión fue consecuencia de una medida impuesta por la Autoridad Monetaria de Singapur el 21 de junio de 2000 para separar las actividades financieras y no financieras de los grupos bancarios, el DBS Bank ya había enajenado la mayor parte de sus inversiones en DBSL y era propietario de solo el 5.4 % de las acciones de DBSL, muy por debajo del límite del 20 % impuesto por la nueva medida para las actividades bancarias no esenciales.
El 31 de julio de 2000 se dieron más detalles sobre la entidad fusionada. Llamada CapitaLand el 6 de septiembre de 2000, la fusión fue aprobada por los accionistas el 18 de octubre de 2000 y presentada oficialmente el 28 de noviembre de 2000.
El 13 de septiembre de 2012, CapitaLand anunció que había sido incluida en el Dow Jones Sustainability Asia Pacific Index en reconocimiento por sus esfuerzos por la sostenibilidad. Ha estado incluida en ese índice desde entonces.
El 14 de enero de 2019, CapitaLand anunció que iba a adquirir el grupo inmobiliario Ascendas-Singbridge a Temasek Holdings en una operación de 11 000 millones de dólares de Singapur, que fue aprobada por el 90 % de los accionistas el 12 de abril de 2019. La adquisición se completó el 30 de junio de 2019.
El 20 de febrero de 2019, CapitaLand dijo que en 2018 su beneficio neto había aumentado un 12.3 %, el mayor aumento en una década.
El 3 de julio de 2019, la empresa anunció que fusionaría el Ascott Residence Trust (Ascott Reit) y el Ascendas Hospitality Trust, formando así el trust de hostelería más grande de Asia con un total de 7600 millones de dólares de Singapur en activos. Esto se produjo después de la adquisición de Ascendas-Singbridge el 30 de junio de 2019.
El 29 de septiembre de 2020, los partícipes de CapitaLand Mall Trust y CapitaLand Commercial Trust votaron a favor de la fusión de ambos REIT para formar CapitaLand Integrated Commercial Trust, que se convertiría en el mayor REIT de Singapur y uno de los mayores REIT de Asia Pacífico con un activo base de S$22.4 mil millones.
El 20 de septiembre de 2021, CapitaLand Investment cotizó en el SGX, tras la reestructuración propuesta por el Grupo de su negocio para centrarse en la gestión de inversiones.

## Proyectos notables

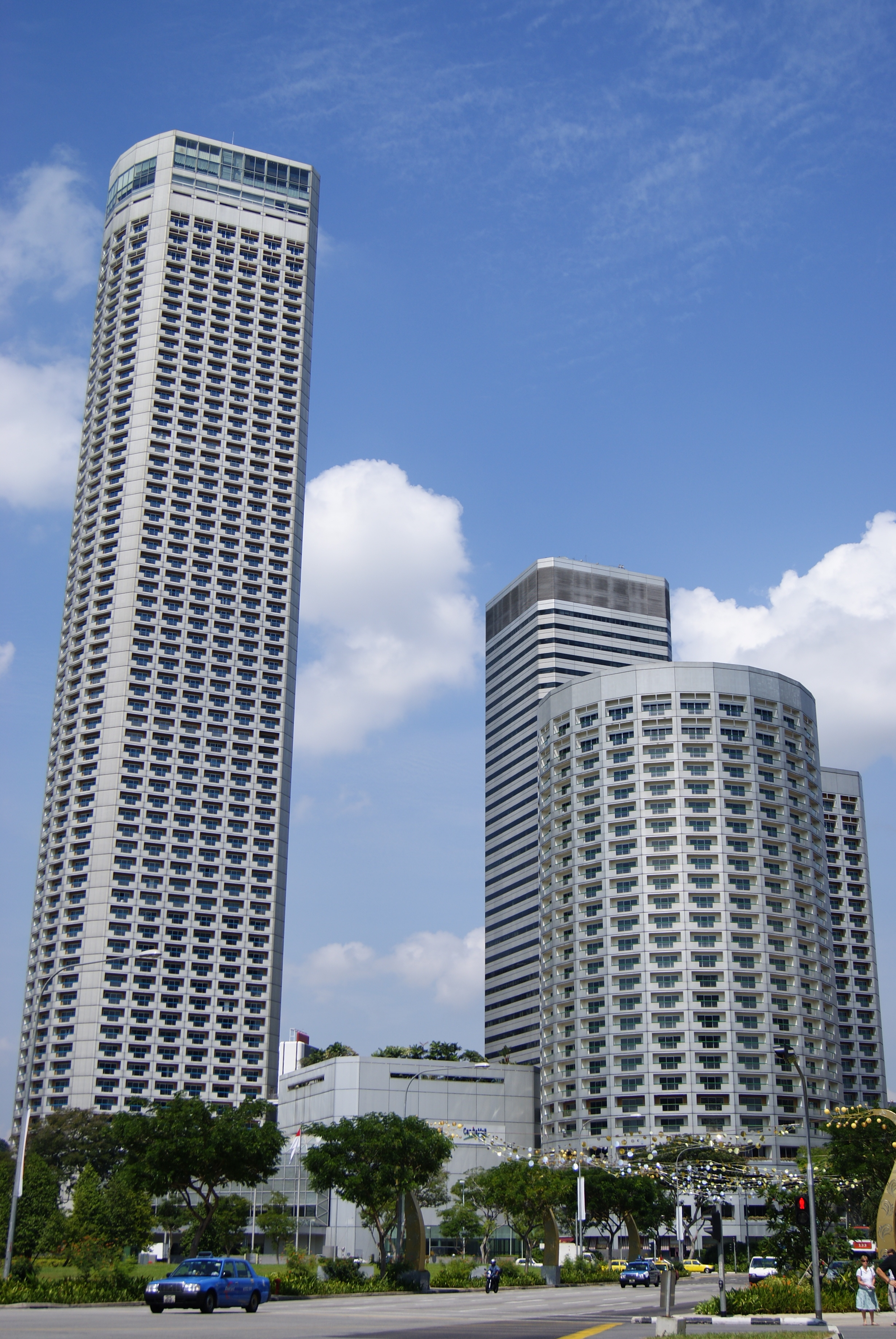
Raffles City Singapore.

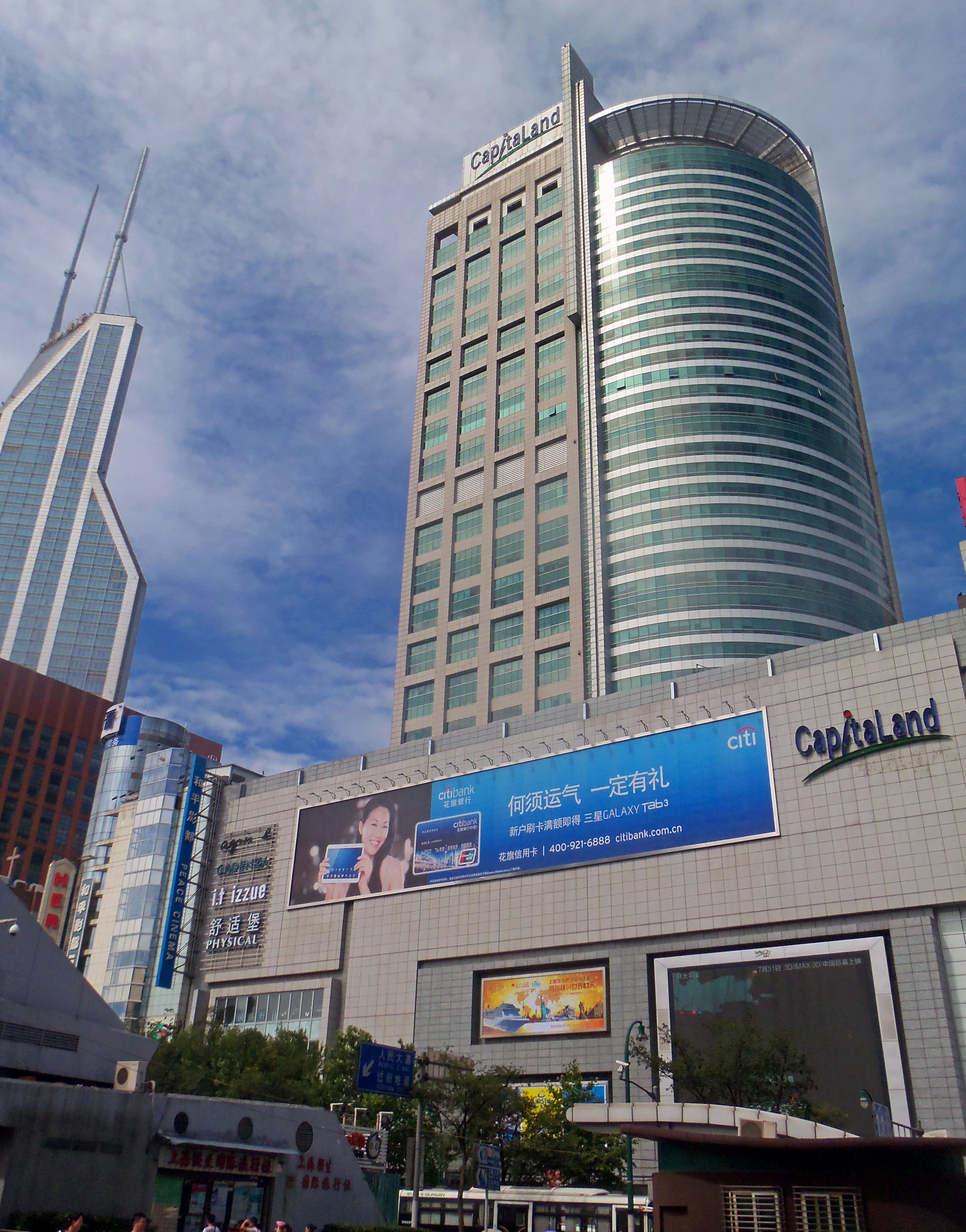
Raffles City Shanghai.

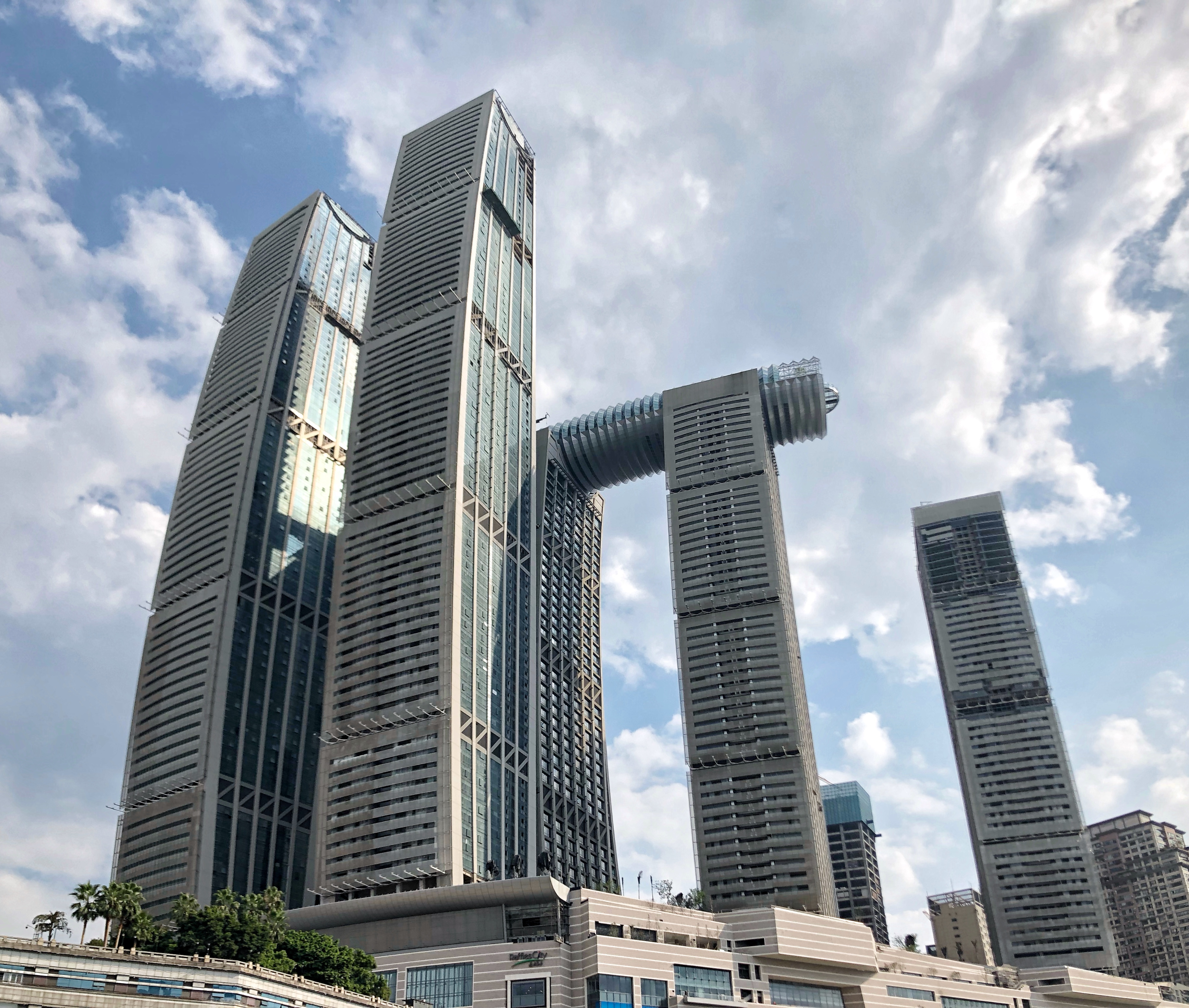
Raffles City Chongqing.

La cartera de CapitaLand abarca clases diversificadas de bienes inmuebles como oficinas, comercios, parques empresariales, industrial y logística, desarrollos integrados, desarrollos urbanos, hoteles y viviendas.

### Desarrollos integrados
Entre los desarrollos integrados de CapitaLand se encuentran ION Orchard y The Orchard Residences, Ascott Orchard Singapore y Cairnhill Nine, así como Raffles City, su marca insignia de los desarrollos integrados. Usada por primera vez en Singapur con la inauguración de Raffles City Singapore en 1986, actualmente hay otros nueve complejos llamados Raffles City en siete ciudades chinas, incluidos Raffles City Chongqing y Raffles City Shanghai. Entre los proyectos actuales de CapitaLand en Singapur se encuentra CapitaSpring, un rascacielos de 280 m de altura situado en Raffles Place que contiene oficinas y apartamentos con servicios.

### Centros comerciales
La cartera de centros comerciales de CapitaLand abarca Singapur, China, Malasia, Japón, Camboya y Vietnam. Entre los diecinueve centros comerciales de la empresa en Singapur se encuentran Bedok Mall, Bugis Junction, Bugis+, Funan DigitaLife Mall, IMM, ION Orchard, JCube, Plaza Singapura, Raffles City Singapore, Westgate, Jewel Changi Airport y Junction 8. En China es propietaria de cincuenta y un centros comerciales, incluidos CapitaMall Xizhimen en Pekín, CapitaMall Hongkou en Shanghái, Raffles City Shanghai, CapitaMall SKY+ en Cantón, Suzhou Center y Raffles City Chongqing. Su cartera en Malasia y Japón incluye Gurney Plaza y Queensbay Mall en Penang; y Olinas Mall y La Park Mizue en Tokio.
En junio de 2019, CapitaLand, en asociación con City Developments Limited (CDL), adquirió Liang Court a la empresa de gestión de centros comerciales AsiaMalls, una entidad vinculada con PGIM Real Estate, por 400 millones de dólares de Singapur. Antes de ser copropietaria del centro comercial junto con CDL, CapitaLand, a través del Ascott Residence Trust, era propietaria y gestionaba Somerset Liang Court Singapore, unido a Liang Court.
En noviembre de ese mismo año, CapitaLand vendió The Star Vista a su copropietario Rock Productions por 217 millones de dólares estadounidenses. Actualmente, Rock Productions, propiedad de la New Creation Church, está explorando posibilidades para que CapitaLand continúe operando y gestionando el centro comercial en su nombre.

### Hostelería
En 1984, The Ascott Limited, una filial completamente propiedad de CapitaLand, inauguró la primera residencia con servicios de clase internacional de Asia-Pacífico, The Ascott Singapore. En 2006 fundó el primer REIT de residencias con servicios de Asia, el Ascott Residence Trust. Actualmente, entre las marcas de residencias con servicios de la empresa se encuentran Ascott, Citadines, Somerset, Quest, The Crest Collection y Lyf. Tiene más de seiscientas propiedades en más de ciento sesenta ciudades de más de treinta países de América, Asia-Pacífico, Europa, Oriente Medio y África.

### Oficinas
Entre los espacios de oficinas de CapitaLand se encuentran oficinas de clase A y desarrollos integrados en Singapur, China, Alemania, Japón y Vietnam. Entre los edificios de oficinas en la cartera de CapitaLand se encuentran Asia Square Tower 2, Capital Tower, CapitaGreen, CapitaSpring, 6 Battery Road, One George Street y Raffles City Tower en Singapur; Capital Square e Innov Center en Shanghái; y el Main Airport Center y Gallileo en Fráncfort.

### Viviendas
Entre los desarrollos residenciales de CapitaLand se encuentran The Interlace, d'Leedon, Sky Vue y Sky Habitat. Su último proyecto es la remodelación de los antiguos Pearl Bank Apartments en el emblemático One Pearl Bank. Se pueden encontrar viviendas promovidas por CapitaLand en Singapur, China, Indonesia, Malasia y Vietnam.